# Municipio de Vilameá
Vilameá era un municipio de Galicia que funcionó como tal entre 1834 y 1963 hasta que se fusionó con el municipio de Pontenova .

## Toponimia
El origen del topónimo es el latín Villam Medianam, que significaría "Pueblo del medio". 
En 1950, Vilameá cambió su nombre a Puente Nuevo, hasta que en 1963 se fusionó con el Municipio de Vilaoudriz, pasando a llamarse Puente Nuevo Vilaoudriz hasta 1979, cuando el día 9 de junio de ese año pasó a denominarse oficialmente A Pontenova .